# Суб'єкт злочину
Суб'єкт кримінального правопорушення — це один із елементів будь-якого складу кримінального правопорушення. Складовими поняття «суб'єкт злочину» вважаються: фізична осудна особа, її вік, стан здоров'я, психологічний стан, а в деяких випадках ще й спеціальні ознаки суб'єкта, які можуть стосуватися різних властивостей особи (громадянство, посадове становище). Поняття «суб'єкт злочину» важливе для кваліфікації злочинів та вирішення питання про кримінальну відповідальність особи.
Кримінальній відповідальності підлягають особи, яким до вчинення злочину виповнилося шістнадцять років. Особи, що вчинили злочини у віці від чотирнадцяти до шістнадцяти років, підлягають кримінальній відповідальності лише за кримінальні правопорушення, визначені в ст. 22 КК України (умисне вбивство, бандитизм, захоплення заручників, зґвалтування тощо).
Суб'єкт кримінального правопорушення є одним із елементів складу кримінального правопорушення, без якого не може наставати кримінальна відповідальність. Особа може нести кримінальну відповідальність за вчинене нею кримінальне правопорушення, якщо вона;
- є фізичною особою, тобто людиною;
- є осудною;
- досягла віку, з якого може наставати кримінальна відповідальність.

Зазначені ознаки є загальними юридичними ознаками суб'єкта кримінального правопорушення. Вони є обов'язковими ознаками будь-якого складу кримінального правопорушнення, і відсутність однієї з них означає відсутність у діянні особи складу кримінального правопорушення.
Поняття «особа злочинця» охоплює широке коло соціально значимих властивостей (ознак) особи — соціально-демографічні, морально-психологічні, психо-фізичні, — тобто зв'язки особи з іншими людьми; соціальні ролі, які особа виконує в суспільстві; її моральний і духовний світ, індивідуальні особливості, її життєві настанови. З'ясування ознак особи злочинця необхідне для повного встановлення обставин вчинення злочину, причин та умов, які йому сприяли, з метою призначення необхідного для виправлення винного покарання. Врахування ознак, що характеризують особу злочинця, є однією з умов призначення судом справедливого покарання. Поняттям «особа злочинця» широко користується наука кримінологія.
Встановлення певного мінімального віку кримінальної відповідальності пов'язане з фізіологічним процесом поступового формування здатності особи з моменту досягнення певного віку усвідомлювати свої дії, керувати ними та розуміти небезпечність дій, які вона вчиняє. У зв'язку з цим закон диференціює вік кримінальної відповідальності за загальним правилом: «кримінальній відповідальності підлягають особи, яким до вчинення кримінального правопорушення виповнилося шістнадцять років». Цей вік називають загальним віком кримінальної відповідальності.
У частині 2 цієї ж статті встановлюється знижений вік кримінальної відповідальності — чотирнадцять років за окремі, прямо перелічені законом кримінальні правопорушення.
Осудність — це здатність особи під час вчинення кримінального правопорушення усвідомлювати свої дії (бездіяльність) і керувати ними. Чинне кримінальне законодавство виходить з того, що лише осудна особа може вчинити кримінальне правопорушення і, отже, може підлягати кримінальній відповідальності. Кримінальне правопорушення завжди є актом поведінки свідомо діючої особи.

## Поняття спеціального суб'єкта кримінального правопорушення
Є загальний суб'єкт кримінального правопорушення.
Поряд з поняттям загального суб'єкта Кримінальний Кодекс передбачає і поняття спеціального суб'єкта. Частина 2 ст. 18 ККУ визначає, що спеціальним суб'єктом кримінального правопорушення є фізична осудна особа, що вчинила у віці, з якого може наставати кримінальна відповідальність, кримінальне правопорушення, суб'єктом якого може бути лише певна особа. Таким чином, спеціальний суб'єкт — це особа, яка крім обов'язкових загальних ознак (фізична осудна особа, яка досягла певного віку) має додаткові спеціальні (особливі) ознаки, передбачені в статті Особливої частини для суб'єкта конкретного складу кримінального правопорушення.
Ознаки спеціального суб'єкта доповнюють загальне поняття суб'єкта кримінального правопорушення, виступаючи як додаткові. Ці спеціальні ознаки можуть бути різними, наприклад, громадянство для суб'єкта державної зради, службове становище, професія (лікар), певна діяльність (підприємець), родинні відносини (мати новонародженої дитини) та інші.

## Обмежена осудність та неосудність
Стаття 20 передбачає, що підлягає кримінальній відповідальності особа, визнана судом Обмежено осудною, тобто така, яка під час вчинення кримінального правопорушення через психічний розлад повною мірою не здатна була усвідомлювати свої дії (бездіяльність) і (або) керувати ними, але визнання особи обмежено осудною враховується судом при призначенні покарання і може бути підставою для застосування примусових заходів медичного характеру.
Наведену у законі сукупність ознак, що характеризують обмежену осудність, можна називати формулою неосудності.
Поняття обмеженої осудності визначається за допомогою 2 критеріїв:
- медичного
- юридичного.

У частині 2 ст. 19 дається законодавче визначення поняття неосудності, з якого випливає, що неосудною визнається така особа, яка під час вчинення суспільно небезпечного діяння, передбаченого КК, «не могла усвідомлювати свої дії (бездіяльність) або керувати ними внаслідок хронічного психічного захворювання, тимчасового розладу психічної діяльності, недоумства або іншого хворобливого стану психіки». Така особа не підлягає кримінальній відповідальності.
Медичні критерії окреслюють всі можливі захворювання, що істотно впливають на свідомість і волю людини.